# Hermachura leuderwaldti
Hermachura leuderwaldti is een spinnensoort in de taxonomische indeling van de bruine klapdeurspinnen (Nemesiidae).
Hermachura leuderwaldti werd in 1923 beschreven door Mello-Leitão.